# Água Doce do Norte
Água Doce do Norte är en kommun i Brasilien.   Den ligger i delstaten Espírito Santo, i den sydöstra delen av landet, 800 km öster om huvudstaden Brasília. Antalet invånare är 11 771.
Omgivningarna runt Água Doce do Norte är huvudsakligen savann. Runt Água Doce do Norte är det ganska glesbefolkat, med 25 invånare per kvadratkilometer.